# Sekernice
Sekernice, též Sokernice (ukrajinsky Сокирниця, rusínsky Сокырниця, maďarsky Szeklence) je vesnice v městské komunitě Chust v Zakarpatské oblasti na Ukrajině.

## Historie
První písemná zmínka pochází z roku 1373, kdy ves byla uvedena pod názvem Zeglenk, podruhé byla uvedena v roce 1389 pod názvem Zeklenche; současná jména jsou zaznamenána od roku 1773. V roce 1910 žilo v obci 2 496 obyvatel – Rusínů a Němců. Do podepsání Trianonské smlouvy byla obec součástí Uherska, poté byla součástí Československa. Za první republiky zde byl poštovní úřad s názvem Sekernice. V roce 1930 měla obec 3 197 obyvatel, z toho 2 547 Rusínů, 589 Židů, 43 Čechů a Slováků, 16 Maďarů a 2 cizinci. Dne 16. března 1939 byli u Sekernice síčovci při ústupu z Chustu zastřeleni českoslovenští četničtí strážmistři Fořt a Šafařík. Od roku 1945 obec patřila Sovětskému svazu, resp. Ukrajinské sovětské socialistické republice; nakonec od roku 1991 je součástí samostatné Ukrajiny.

## Pamětihodnosti
Nejstarší stavební památkou je chrám svatého Mikuláše Divotvůrce, který pochází z roku 1704. Chrám byl postaven ve vesnici Trstník (tehdy Šašvar) a v roce 1770 byl přemístěn do Sekernice. Chrám a k němu příslušná zvonice jsou ukrajinské národní kulturní památky.

## Rodáci
- Jindřich Heřkovič (1923–2022), příslušník 1. československého armádního sboru, čestný občan Ostravy[9]
- Ivan Sabadoš (*1944), filolog, autor Slovníku zakarpatské řeči obce Sekernice, okres Chust (ukrajinsky Словник закарпатської говірки села Сокирниця Хустського району), obsahujícího 19,5 tisíce položek

## Fotogalerie

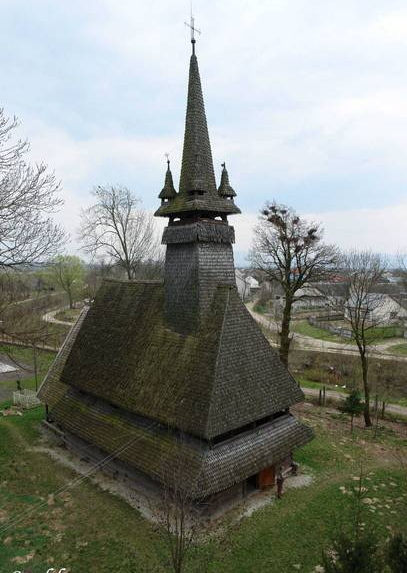
Chrám sv. Mikuláše
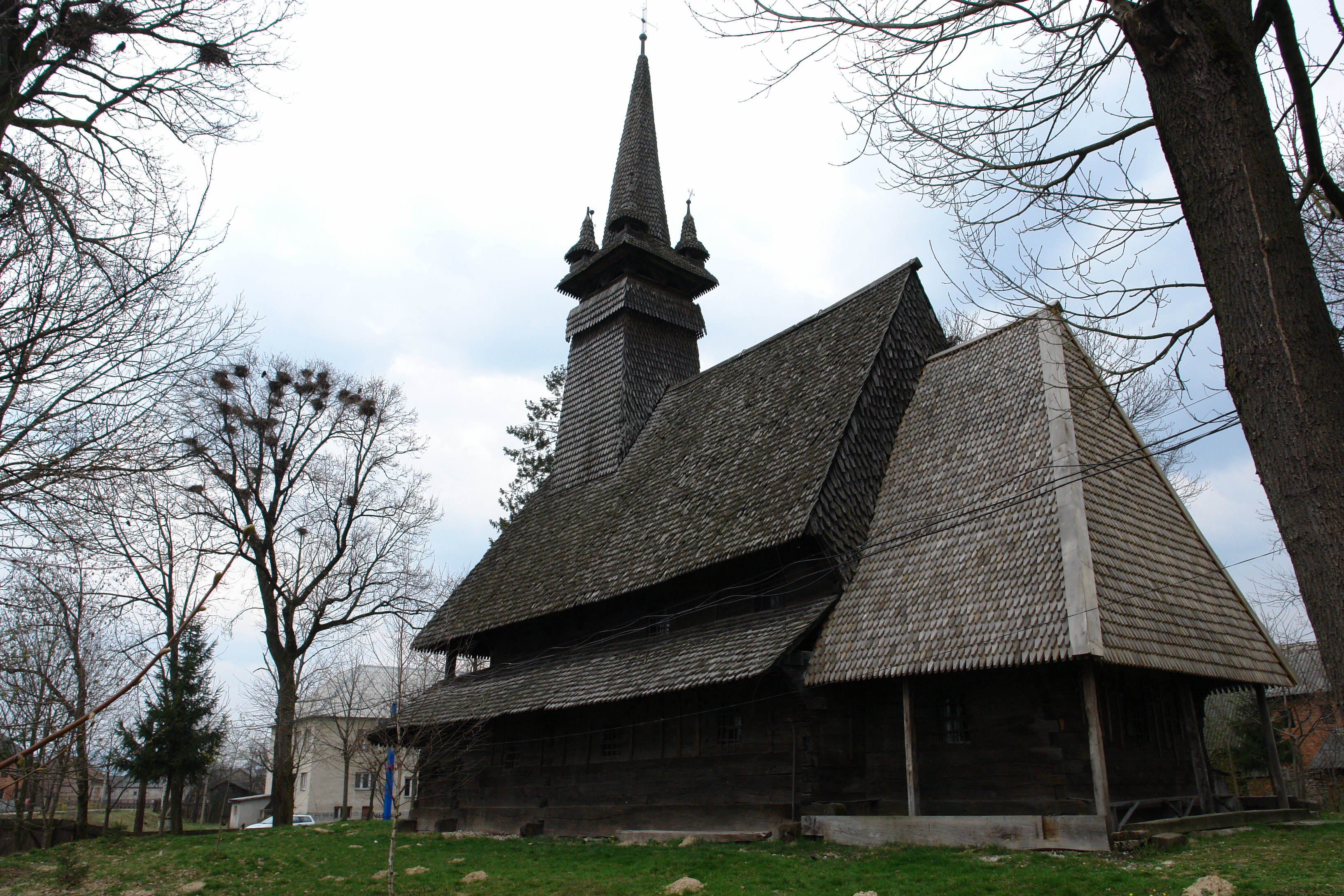
Chrám sv. Mikuláše
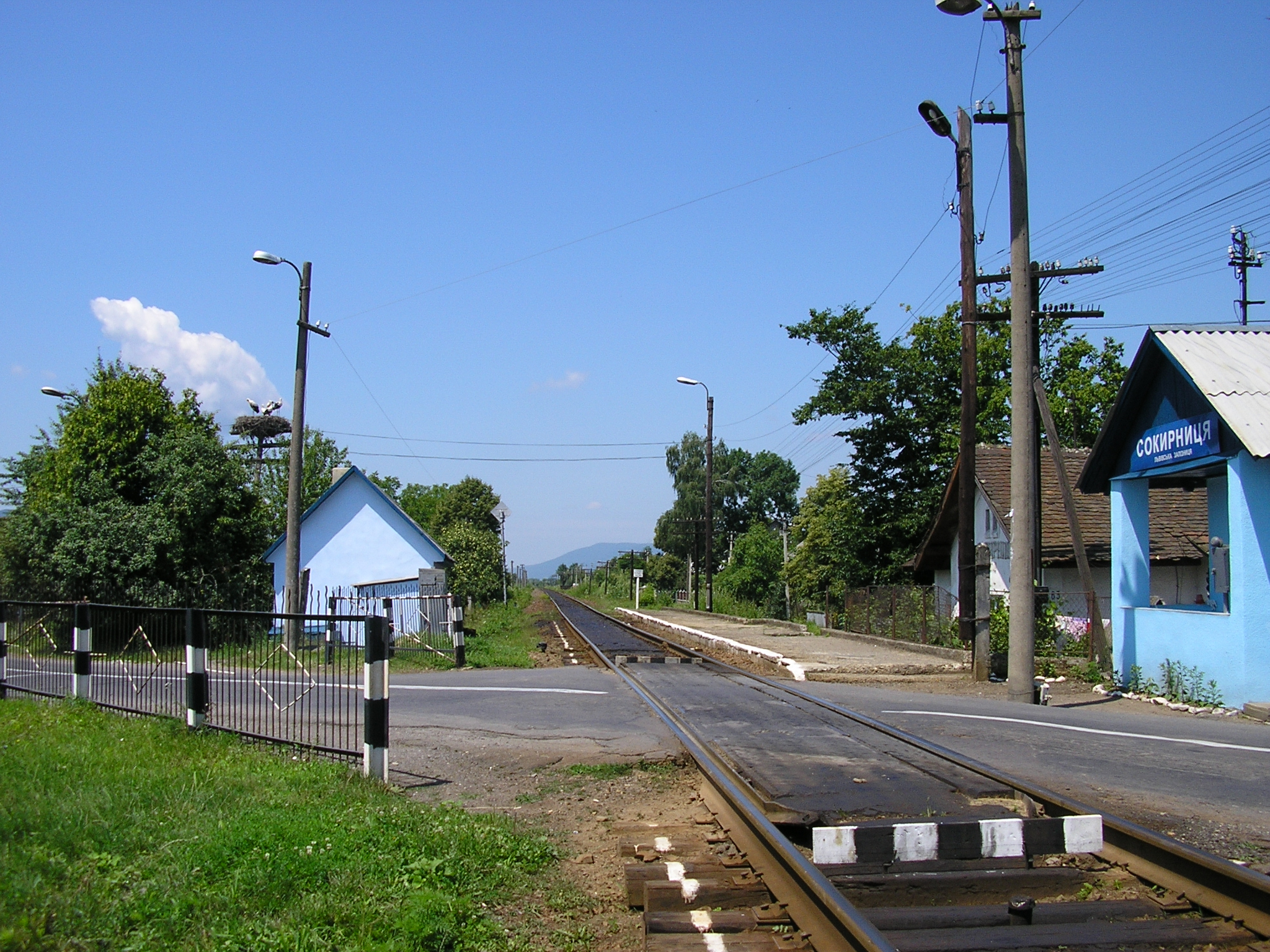
Železniční zastávka Сокирниця